# Diecezja Lexington
Diecezja Lexington (łac. Dioecesis Lexingtonensis, ang. Diocese of Lexington) jest diecezją Kościoła rzymskokatolickiego we wschodniej części stanu Kentucky.

## Historia
Diecezja została kanonicznie erygowana 14 stycznia 1988 roku przez papieża Jana Pawła II. Wyodrębniono ją z terenów diecezji Covington (43 hrabstwa) i archidiecezji Louisville (7 hrabstw). Pierwszym ordynariuszem został dotychczasowy biskup pomocniczy Covington James Kendrick Williams (1936-). Kościół, który został wyznaczony na katedrę diecezjalną wybudowano w latach 1965-1967.

## Ordynariusze
- James Kendrick Williams (1988–2002)
- Ronald Gainer (2002–2014)
- John Stowe (od 2015)